# ليندسي بورنس
ليندسي بورنس (بالإنجليزية: Lindsay Burns) هي مجدفة أمريكية، ولدت في 6 يناير 1965 في بيغ تيمبر في الولايات المتحدة.

## وصلات خارجية
- ليندسي بورنس على موقع الاتحاد الدولي للتجديف (الإنجليزية)
- ليندسي بورنس على موقع اللجنة الأولمبية الدولية (الإنجليزية)
- ليندسي بورنس على موقع أوليمبيديا (الإنجليزية)